# Cyclops (romanzo)
Cyclops è un romanzo di Clive Cussler del 1986, l'ottavo della serie che ha per protagonista Dirk Pitt. È incentrato sul ritrovamento di una nave carboniera della marina americana, la USS Cyclops, scomparsa nel famoso Triangolo delle Bermude nel 1918 con tutto l'equipaggio, diretta a Norfolk dopo una sosta alle Isole Bermude.
il libro è stato tradotto in finlandese, ebraico, giapponese, portoghese, tedesco, rumeno, turco, svedese, polacco, spagnolo, francese, russo e altre lingue.

## Trama
Nella Cyclops ancorata nel porto brasiliano di Rio de Janeiro, sovraccarica di minerale di manganese, viene stivata una ingombrante e misteriosa cassa prima della partenza, ed il console americano sale a bordo per il viaggio. Dopo uno scalo alle Isole Bermude, la nave capta una richiesta di aiuto da parte di un'altra nave alla quale il capitano non permette di rispondere; poco dopo, la nave viene colpita da una gigantesca onda anomala ed affonda, non prima che uno dei suoi ufficiali, sceso nella stiva con il console a controllare il misterioso carico venga aggredito da uno strano clandestino.
Dopo settant'anni, un dirigibile senza controllo – lo ZMC-2 della marina americana –, scomparso da diversi giorni, compare sulla costa della Florida e viene fermato avventurosamente da Dirk Pitt, il quale scopre a bordo tre cadaveri; uno di essi dovrebbe essere il miliardario Raymond LeBaron, proprietario dello stesso dirigibile.
Ma la moglie Jessie, presso l'obitorio, non riconosce il cadavere come quello del marito, amico personale del presidente degli Stati Uniti, e viene deciso di far ripetere al dirigibile il viaggio misterioso, con un equipaggio molto particolare: Jessie, che possiede il brevetto di pilota ed è abilitata per quel dirigibile, Dirk Pitt ed i suoi fidati amici Al Giordino e Rudi Gunn.
Poiché la rotta passa molto vicino alle acque cubane, viene anche imbarcata qualche "attrezzatura" extra; intercettati da un elicottero cubano, che inizia a bersagliarli con il fuoco di armi automatiche, riescono ad abbatterlo con parte dell'attrezzatura di cui sopra (un lanciarazzi) e si tuffano in acqua durante una tempesta con un equipaggiamento da sub per sfuggire all'esplosione del dirigibile e ad una motovedetta di pattuglia.
Nel frattempo, il presidente viene fatto oggetto di un ricatto da una misteriosa organizzazione, dietro la quale sguinzaglia un abile investigatore ed amico di vecchia data. Questi riesce a seguire le tracce dei "cospiratori", i quali si riveleranno dei patrioti con metodi assai poco ortodossi, che sono riusciti a fondare una colonia lunare, la Jersey Colony, operativa da vent'anni.
Dopo aver scoperto il relitto della Cyclops ed un passeggero che non era certo affondato con la nave, i quattro sbarcano sull'isola cubana di Cayo Santa Maria, dove vengono catturati e torturati dal KGB, che qui gestisce un centro informazioni in cooperazione con i cubani.
Pitt riesce però a fuggire su una vasca da bagno con un fuoribordo, viene raccolto da un sottomarino nucleare americano, l'USS Tucson, e collabora all'organizzazione di una spedizione di salvataggio degli amici, che vengono liberati da una squadra d'assalto di esuli cubani. 
Nel frattempo, la navetta Gettysburg, che ha raccolto gli scienziati della colonia, reduci da una battaglia sul suolo lunare con le truppe speciali russe, ed una imponente quantità di dati scientifici, è stata dirottata dalla rotta per Cape Canaveral da falsi segnali irradiati dall'isola. Pitt riesce però, prima di distruggere l'apparato di trasmissione, a far atterrare la navetta su una base della US Navy nelle Key Islands; subito dopo, ripartito su un acquascooter insieme con Jessie, fresca vedova poiché il marito era morto realmente durante l'incursione, fa rotta su Cuba poiché la missione di Jessie era in realtà quella di consegnare un messaggio a Fidel Castro.
Ma anche i russi hanno un messaggio per Fidel: un colpo di Stato accompagnato da una catastrofica esplosione nel porto dell'Avana, che dovrebbe coinvolgere durante una parata tre navi cariche di sostanze esplosive spazzando via l'intero gruppo dirigente cubano e buona parte della capitale.
Consegnato il messaggio, nel rocambolesco modo che caratterizza le avventure di Dirk Pitt, lui e Jessie si rifugiano nell'ambasciata svizzera, che ospita la legazione statunitense. Qui Pitt viene informato della minaccia incombente, e viene organizzato un gruppo che riuscirà a trovare le navi, farne salpare due, non senza un duro conflitto a fuoco con le forze di sicurezza e con una fregata cubana di pattuglia speronata ed affondata all'uscita del porto, e a ridurre notevolmente gli effetti dell'esplosione.
Imbarcato su una delle due navi, Dirk scampa alla morte, contrariamente a buona parte degli equipaggi, e si mette in salvo.

## Edizioni in italiano
- Clive Cussler, Cyclops, Scala Stranieri, Rizzoli, 1988,  p. 608, ISBN 9788817673150.
- Clive Cussler, Cyclops, La Gaja scienza, Longanesi, 12 settembre 1996,  p. 540, ISBN 9788830413979.
- Clive Cussler, Cyclops, traduzione di Giuseppe Settanni, Teadue, TEA, 1998,  p. 540, ISBN 9788878183179.
- Clive Cussler, Cyclops, traduzione di Giuseppe Settanni, Best TEA, TEA, 2008,  p. 473, ISBN 9788850216338.
- Clive Cussler, Cyclops, traduzione di Giuseppe Settanni, Superpocket Best thriller, RL Libri, 2013, ISBN 9788846211637.
- Clive Cussler, Cyclops, traduzione di Giuseppe Settanni, Best TEA, TEA, 2014,  p. 534, ISBN 9788850237524.
- Clive Cussler, Cyclops, traduzione di Giuseppe Settanni, Tea più, TEA, 15 febbraio 2018,  p. 536, ISBN 9788850249152.